# Endocrinología pediátrica
La endocrinología pediátrica es una subespecialidad médica que se ocupa de los trastornos de las glándulas endocrinas, como las variaciones del crecimiento físico y el desarrollo sexual en la infancia o la diabetes. La enfermedad más frecuente de la especialidad es la diabetes tipo 1, que suele suponer al menos el 50% de una práctica clínica típica. El siguiente problema más común son los trastornos del crecimiento, especialmente aquellos susceptibles de tratamiento con hormona de crecimiento. Los endocrinólogos pediátricos suelen ser los médicos primarios involucrados en la atención médica de bebés y niños con trastornos intersexuales. La especialidad también se ocupa de la hipoglucemia y otras formas de hiperglucemia en la infancia, variaciones de la pubertad, así como otros problemas suprarrenales, tiroideos y pituitarios . Muchos endocrinólogos pediátricos tienen intereses y experiencia en el metabolismo óseo, el metabolismo de los lípidos, la ginecología adolescente o los errores congénitos del metabolismo. 
En los Estados Unidos y Canadá, la endocrinología pediátrica es una subespecialidad de la Junta Estadounidense de Pediatría o de la Junta Estadounidense de Pediatría Osteopática, con certificación de la junta luego de una beca de capacitación. Es una especialidad relativamente pequeña y principalmente cognitiva, con pocos procedimientos y énfasis en la evaluación diagnóstica.
La mayoría de los endocrinólogos pediátricos en América del Norte y muchos de todo el mundo pueden rastrear su genealogía profesional hasta Lawson Wilkins, quien fue pionero en la especialidad en el departamento de pediatría de la Escuela de Medicina Johns Hopkins y el Hogar Harriet Lane en Baltimore entre fines de la década de 1940 y mediados -1960.
La principal asociación profesional de América del Norte se llamó originalmente Lawson Wilkins Pediatric Endocrine Society, ahora rebautizada como Pediatric Endocrine Society. Otras asociaciones de endocrinología pediátrica de larga data incluyen la Sociedad Europea de Endocrinología Pediátrica, la Sociedad Británica de Endocrinología Pediátrica, el Grupo de Endocrinología Pediátrica de Australasia y la Sociedad Japonesa de Endocrinología Pediátrica. Las asociaciones profesionales de la especialidad continúan proliferando.
La capacitación en endocrinología pediátrica consiste en una beca de 3 años luego de completar una residencia en pediatría de 3 años. La beca y la especialidad están fuertemente orientadas a la investigación y tienen una base académica, aunque menos exclusivamente ahora que en décadas pasadas.